# Megachile monkmani
Megachile monkmani là một loài Hymenoptera trong họ Megachilidae. Loài này được Rayment mô tả khoa học năm 1935.

## Hình ảnh

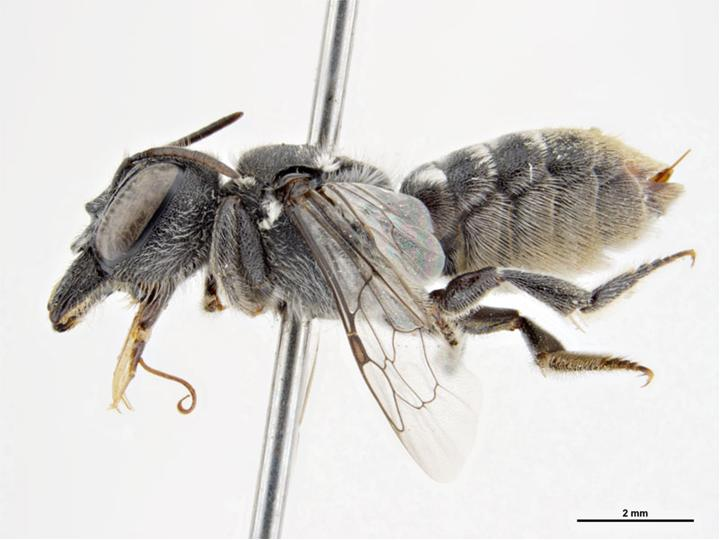